# 水浪縣
水浪縣，是明代交阯承宣布政使司諒山府七源州下轄的一個縣，後陷入安南，治所約在今越南文淵縣境內。

## 沿革
- 永樂五年六月癸未朔（1407年7月5日）置，隸諒山府七源州[2]。
- 永樂七年正月二十一甲子（1409年2月5日），設水浪縣之慱花江口廵檢司、水浪縣稅課局[3]。
- 永樂七年正月二十二乙丑（1409年2月6日），併平縣入水浪縣[4]。
- 永樂九年四月十三日（1411年5月5日），改水浪縣之博化江口巡檢司隸七源州[5]。
- 永樂十三年五月八日（1415年6月14日），革諒山府水浪縣稅課局[6]
- 永樂十三年八月二十三日（1415年9月25日），併七源州之水浪縣入本州[7]。